# Franco Bircher
Franco Bircher (Berna, 30 aprile 1925 – Sorengo, 13 aprile 2005) è stato un architetto svizzero.

## Biografia
Inizia la propria attività presso importanti studi d'architettura (Linner - Volkart) ancora prima di laurearsi (1945), occupandosi principalmente di stabili industriali eseguiti con elementi prefabbricati in cemento pre-compresso.
Entra a far parte nel medesimo periodo del consorzio di architetti incaricati della progettazione dell'ospedale cantonale di Zurigo (ora ospedale universitario).
Nel 1949, a Parigi, conclude i propri studi e nell'anno successivo (1950) viene chiamato a presiedere la commissione nazionale per la soluzione del problema degli alloggi per gli studenti universitari a Parigi. Contemporaneamente viene chiamato dalla società Freyssinet Société de Navigation, per la progettazione di stabili industriali.
All'età di 25 anni viene già considerato nel capoluogo francese un autorevole protagonista dell'architettura parigina.
Nel 1954, all'età di 29 anni, si trasferisce a Lugano nel Canton Ticino, da dove nasceranno i suoi maggiori successi.
Nel 1971 fonda una propria impresa di costruzioni totale e nel 1992 la sua attività d'architetto diviene un'impresa.
A metà degli anni settanta realizza il Serfontana Shopping Center a Morbio Inferiore (Cantone Ticino), primo centro commerciale a potersi fregiare della denominazione di Shopping Center in Svizzera (contenuti e dimensionamento dell'edificio). La realizzazione è stata iscritta nell'archivio AS di architettura Svizzera. A tutt'oggi è uno dei più grandi Shopping Center Svizzeri come dimensionamento e cubatura.
Franco Bircher è un architetto di stile organico, con una profonda conoscenza dei principi dell'architettura neoplastica.
La villa di Origlio (Casa Bianca, 1968-1971) è l'opera compiuta più significativa della sua ricerca architettonica. Edificato su un terreno della superficie di 15 000 m², questo edificio è collocato seguendo l'andamento naturale del territorio, esaltando al massimo le caratteristiche dell'architettura neoplastica e amplificando la perfezione musicale del luogo. La villa di Origlio è stata iscritta nell'archivio AS di architettura Svizzera. Demolita e malamente sostituita dall'attuale sede della scuola Steiner, quest'opera architettonica rappresenta un passaggio unico nella storia dell'architettura Svizzera.
Bircher è stato anche membro dell'Accademia internazionale città di Roma.

## Opere principali
- Centro Shopping Serfontana, Morbio Inferiore, Svizzera
- Centro Migros, Paradiso, Svizzera
- Villa FBA, Origlio, Svizzera
- Officine Saurer, Vezia, Svizzera
- Residenza delle Rose, Pregassona, Svizzera
- Villaggio del Golf, Caslano, Svizzera
- Villaggio Caslano Centro, Caslano, Svizzera
- Villaggio Chiesuola, Caslano, Svizzera
- Villaggio St. Croce, Riva San Vitale, Svizzera
- Stabile CK, Lugano Paradiso, Svizzera
- Stabile Valletta, Lugano, Svizzera
- Le Tignet, Centro Golf: Albergo, ville e ristoranti, Francia
- Elba, Centro vacanze in elementi prefabbricati, Italia
- Kish Island, Ospedale, Irlanda
- S. Michele, Appartamenti rustici per centro Golf, Italia
- Imperia, Albergo, Italia
- Alkhobar - Dubai, Albergo con ristorante e piscina, EAU
- Cagliari, Centro vacanze Porto Conte, con ristorante, Italia
- Lussemburgo, Palazzi residenziali e negozi, Lux
- Teheran, complesso scolastico, Iran
- Ravenna, Centro residenziale Svizzero, Italia
- Portoferraio, 4 unità di lusso, prefabbricati, Italia
- Istanbul, studio per la costruzione del primo centro commerciale, Turchia
- Agrigento - Lungo mare (Porto Empedocle), pianificazione urbanistica Italia
- Palermo - Porto antiche Acque dei Corsari, pianificazione urbanistica Italia